# Puch (Gemeinde Puch bei Hallein)
Puch ist ein Dorf, eine Ortschaft und zugleich Hauptort der Gemeinde Puch bei Hallein mit 4235 Einwohnern (Stand 1. Jänner 2025) im Bezirk Hallein im Salzburger Land in Österreich.

## Geographie

### Lage
Puch ist der südlichste Ortsteil von Puch bei Hallein.

### Nachbarortsteile
|  | Urstein                                     | St. Jakob am Thurn / Hinterwiestal |
|  | Kompassrose, die auf Nachbargemeinden zeigt |                                    |
|  |                                             |                                    |

## Kultur und Sehenswürdigkeiten

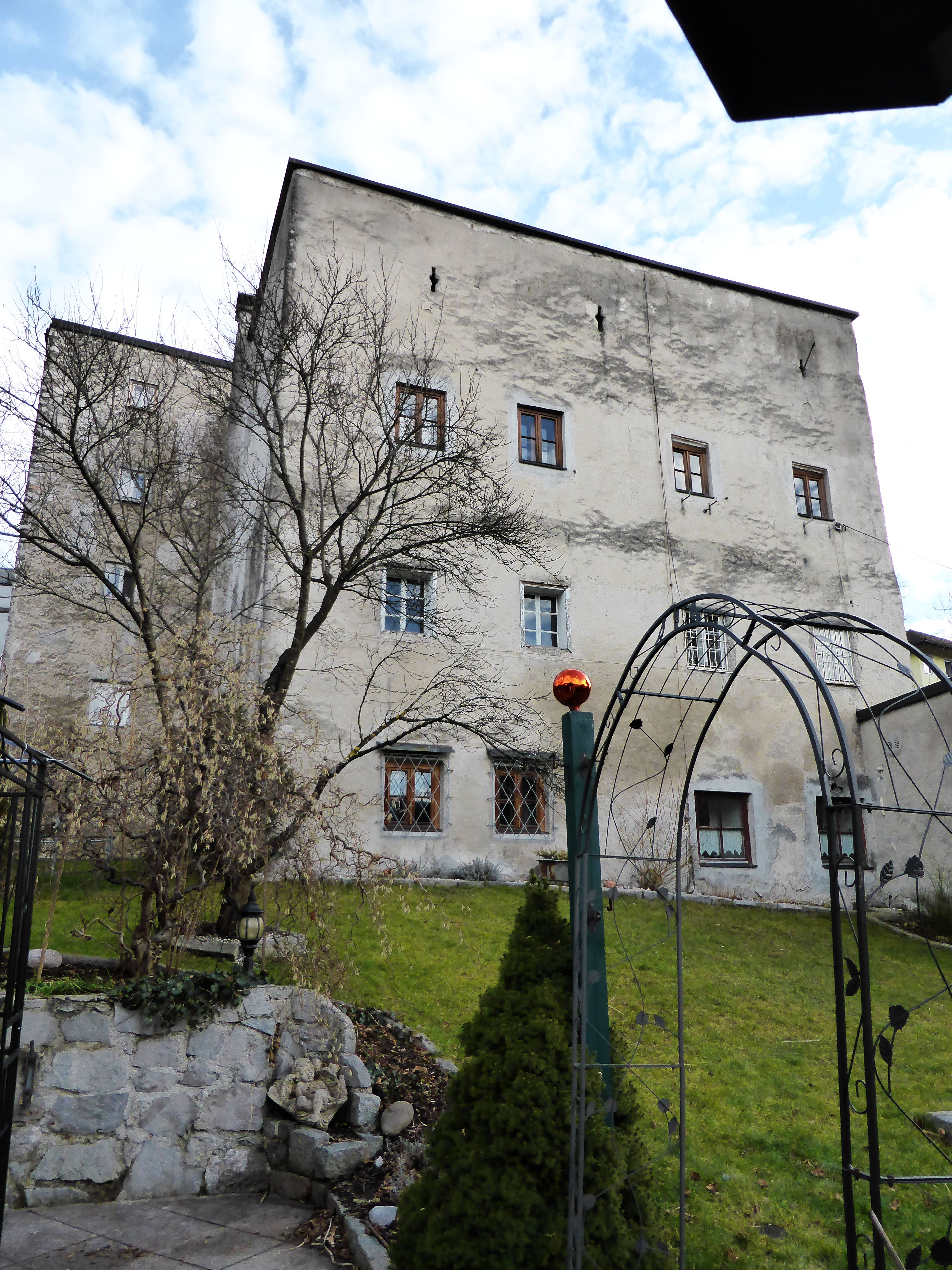
Schloss Puchstein (2014)

Das Schloss Puchstein ist eine Schlossanlage in Puch.
Siehe auch: Liste der denkmalgeschützten Objekte in Puch bei Hallein

## Namensherkunft
Puch wurde erstmals im Jahre 930 als pouche erwähnt. Im 17. Jahrhundert beschloss man den Namen Buch. Bis 1915 war der Name der Gemeinde Thurnberg. 1915 wurde der Name Puch in der heutigen Form von Bürgermeister Schweitl eingeführt.

## Verkehr

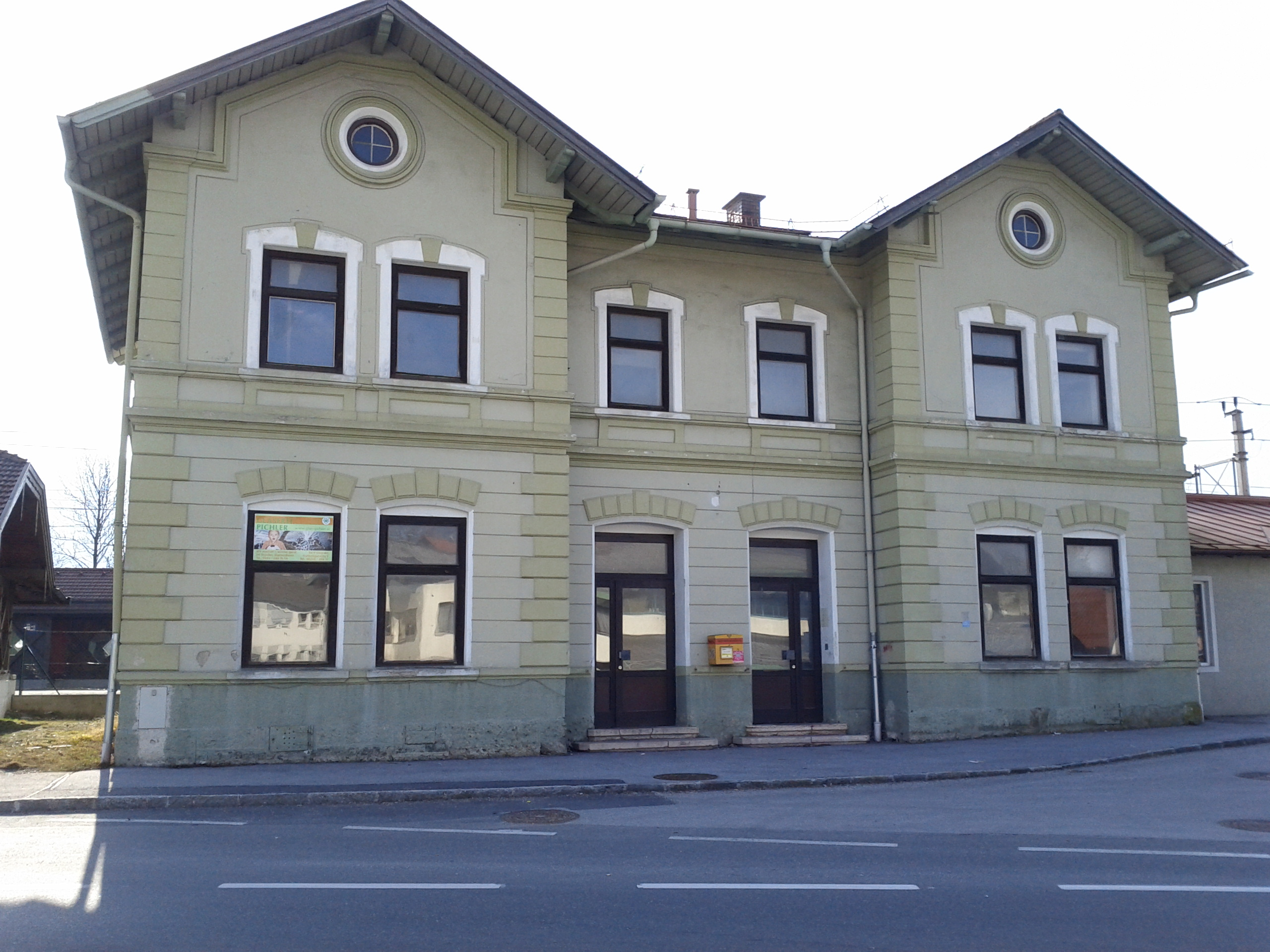
Bahnhof Puch bei Hallein

Die Bahnhof Puch bei Hallein wird von der S-Bahn-Linie S3 bedient. Die Haltestellen Puch Pfarrzentrum, ~Gemeindeamt, ~Ortsmitte und ~Bahnhof werden von der Linie 160 angefahren.